# Longitarsus thamensis
Longitarsus thamensis es una especie de insecto coleóptero de la familia Chrysomelidae. Fue descrita científicamente en 1990 por Gruev.